# Subgrupo generado
En teoría de grupos, el subgrupo generado por un subconjunto S de un grupo G es el subgrupo más pequeño que contiene a todos los elementos de S.

## Definición
La intersección de una colección arbitraria de subgrupos es nuevamente un subgrupo. Por ello, dado un subconjunto S del grupo G, podemos considerar la colección de todos los subgrupos de G que contienen a S. La intersección de tales subgrupos será entonces un nuevo subgrupo que, por construcción será el subgrupo más pequeño que contenga al subconjunto S.
| Si {\displaystyle S} es un subconjunto del grupo {\displaystyle G}, el subgrupo definido por {\displaystyle \langle S\rangle =\bigcap _{S\subseteq H\leq G}H} es el menor subgrupo de {\displaystyle G} que posee la propiedad de contener al subconjunto {\displaystyle S}. Al subgrupo {\displaystyle \langle S\rangle } se le denomina el subgrupo generado por {\displaystyle S}. |

## Estructura
Si S es un subconjunto de G, una palabra en S es una expresión de la forma

{\displaystyle \omega =s_{1}^{a_{1}}s_{2}^{a_{2}}\cdots s_{m}^{a_{m}}}

para alguna m no negativa y cada {\displaystyle a_{k}} entera.
Es posible entonces definir el subgrupo generador por {\displaystyle S} en términos de palabras.
| Si S es un subconjunto del grupo G entonces el subgrupo generado por S es el conjunto de todas las palabras en S cuando S no es vacío, y es igual al subgrupo trivial {e} cuando S es vacío. |